# Ivair Ferreira
Ivair Ferreira (ur. 27 stycznia 1945 w Bauru, zm. 15 sierpnia 2024 w São Paulo) – brazylijski piłkarz, występujący na pozycji ofensywnego pomocnika.

## Kariera klubowa
Karierę piłkarską Ivair Ferreira rozpoczął w Portuguesie São Paulo w 1963. W 1969 roku został zawodnikiem Corinthians Paulista, w którym grał do 1971. W 1971 i 1973 był zawodnikiem Fluminense FC. Z Fluminense zdobył mistrzostwo stanu Rio de Janeiro – Campeonato Carioca w 1971. We Fluminense 8 sierpnia 1971 w zremisowanym 0-0 meczu z SC Internacional Ivair zadebiutował w lidze brazylijskiej. Również we Fluminense wystąpił po raz ostatni w lidze 18 lipca 1974 w wygranym 3-1 meczu z Poruguesą, którym zdobył jedną z bramek. Ogółem w lidze brazylijskiej rozegrał 61 spotkań, w których strzelił 7 bramek. W 1972 występował w Americe Rio de Janeiro, a w latach 1973 i 1974 był zawodnikiem Paysandu SC.
W 1975 roku Ivair wyjechał do Kanady i został zawodnikiem występującego w NASL Toronto Metros-Croatia. W Kandadzie i USA występował przez kolejne 7 lat do 1982 roku, kiedy to powrócił do Portuguesy, w której zakończył karierę w 1983 roku.

## Kariera reprezentacyjna
Jedyny raz w reprezentacji Brazylii Ivair Ferreira wystąpił 18 maja 1966 w wygranym 1-0 towarzyskim meczu z reprezentacją Walii.